# Витебский районный историко-краеведческий музей
Витебский районный историко-краеведческий музей (бел. Віцебскі раённы гісторыка-краязнаўчы музей) — один из музеев Беларуси комплексного профиля. Открыт 1 марта 2004 года в деревне Октябрьская Витебского района Витебской области. Является структурным подразделением в составе отдела  идеологической работы, культуры и по делам молодёжи Витебского районного исполнительного комитета. В 2016 году в музее насчитывалось 14,2 тыс. музейных предметов основного фонда; за год музей посетили 11,1 тыс. человек.

## История создания
Летом 2002 года Витебским районным исполнительным комитетом по инициативе начальника отдела культуры Осипова Юрия Валентиновича было принято решение о сборе организационной группы по созданию музея. В группу входили Алексей Глот, Алла Букина и Виталий Сыревич. Было выделено здание, решены вопросы оплаты ставок, разработана научная основа создания экспозиции и её художественное решение, а также предстояла громадная работа по ремонту здания и сбору будущих экспонатов музея. Огромную помощь оказали краеведы, коллективы школ, предприятий, учреждений района, их руководители, жители района. Был создан общественный совет музея, в который вошли энтузиасты, заинтересованные люди, исследовавшие историю и природу района. Поиск материалов для музея шёл в архивах, библиотеках, научных институтах, учреждениях и организациях, у частных лиц, в учебных заведениях. Устанавливались связи с теми, кто живёт в других местах, с родными тех, кого уже нет в живых.
Немало нужных для музея материалов собрано при написании книги «Память»: сведения по истории, культуре, промышленности, сельскому хозяйству, о знатных уроженцах Витебского района. Неоценимую помощь музею оказал Витебский областной музей Героя Советского Союза М. Ф. Шмырева во главе с директором Шишковой Ириной Александровной, передав материалы по партизанскому движению в годы Великой Отечественной войны. Поступали музейные предметы и от частных лиц, среди которых был A. M. Подлипский, передавший в музей 20 предметов. Бывший главврач Витебского района Гинзбург Борис Львович передал свыше 100 предметов по истории здравоохранения района, материалы о лучших медицинских работниках. Уникальным среди них является расчетная книжка сестры милосердия А. Н. Жаворонковой, состоявшей в 1917-19 гг. членом Витебской общины сестер милосердия, затем долгие годы работавшей в системе здравоохранения района. Свои научные разработки о Сапунове А. П., поэте Т. Заблоцком передала директор Музея Марка Шагала Л. В. Хмельницкая, В.А. Шишанов — о М. Л. Черской и художнике И. Е. Репине. Немалую помощь в поиске материалов оказали музею работники районной и областной библиотек, Государственного архива.

## Описание музея
На данный момент в фондах Витебского районного историко-краеведческого музея насчитывается 12477 предметов основного фонда, 2826 научно-вспомогательного фонда. Собраны предметы археологии, быта и этнографии, коллекции нумизматики, бонистики, фалеристики, филателии.
Музей открылся экспозицией, посвященной истории Витебского района, “Страницы истории”. Экспозиция отражает богатую, насыщенную и кровопролитными войнами, и мирным созидательным трудом земляков историю района. В ней представлены предметы раскопок городища и поселения Лужесно, печати витебских князей, гербы Витебска, Суража, местечка Яновичи, материалы по развитию сельского хозяйства района в 30-х гг., развитию образования в довоенный период. Большая часть экспозиции отведена теме Великой Отечественной войны в истории района. В ней представлены награды, документы, фотоматериалы, посвященные партизанской борьбе, подполью, боям за освобождение Витебска и особенностям проведения операции «Багратион» на территории района. Широко представлены предметы мирной жизни, деятельности знаменитых людей Витебщины, их труды, награды и грамоты. Особая роль отведена ансамблю народного танца «Колос», который долгое время являлся «культурной визитной карточкой» района.
Кроме того, действует выставка "Витебский район. Быт и культура 20 в." Выставка отражает историю быта Витебского района. Среди экспонатов - духи "Красная Москва", утварь, инструменты, элементы украшений жилья, радиолы, швейная машина «Зингер», примус, железнодорожный фонарь XVIII в. и много других интересных предметов быта.
11 ноября 2017 г. в музее открылась выставка к 110-летию со дня рождения Героя Советского Союза Ивана Павловича Соболева.

## Основные направления деятельности
- Сменные выставки из фондов, частных коллекций, фондов других музеев
- Экскурсии по выставкам
- Музейно–педагогические занятия (лекции)
- Тематические вечера
- Культурно–образовательные мероприятия